# Colorado National Monument
Le Colorado National Monument est un monument national américain, situé dans l'État du Colorado aux États-Unis. D'une superficie de 83 km2, il a été créé le 24 mai 1911. Il s’agit d’une région désertique élevée sur le plateau du Colorado, abritant des canyons à parois abruptes creusés profondément dans des formations rocheuses de grès et de granit, de gneiss et de schiste. La ville la plus proche est Fruita (Colorado).
En 2017, il a reçu 375 467 visiteurs.

## Géographie

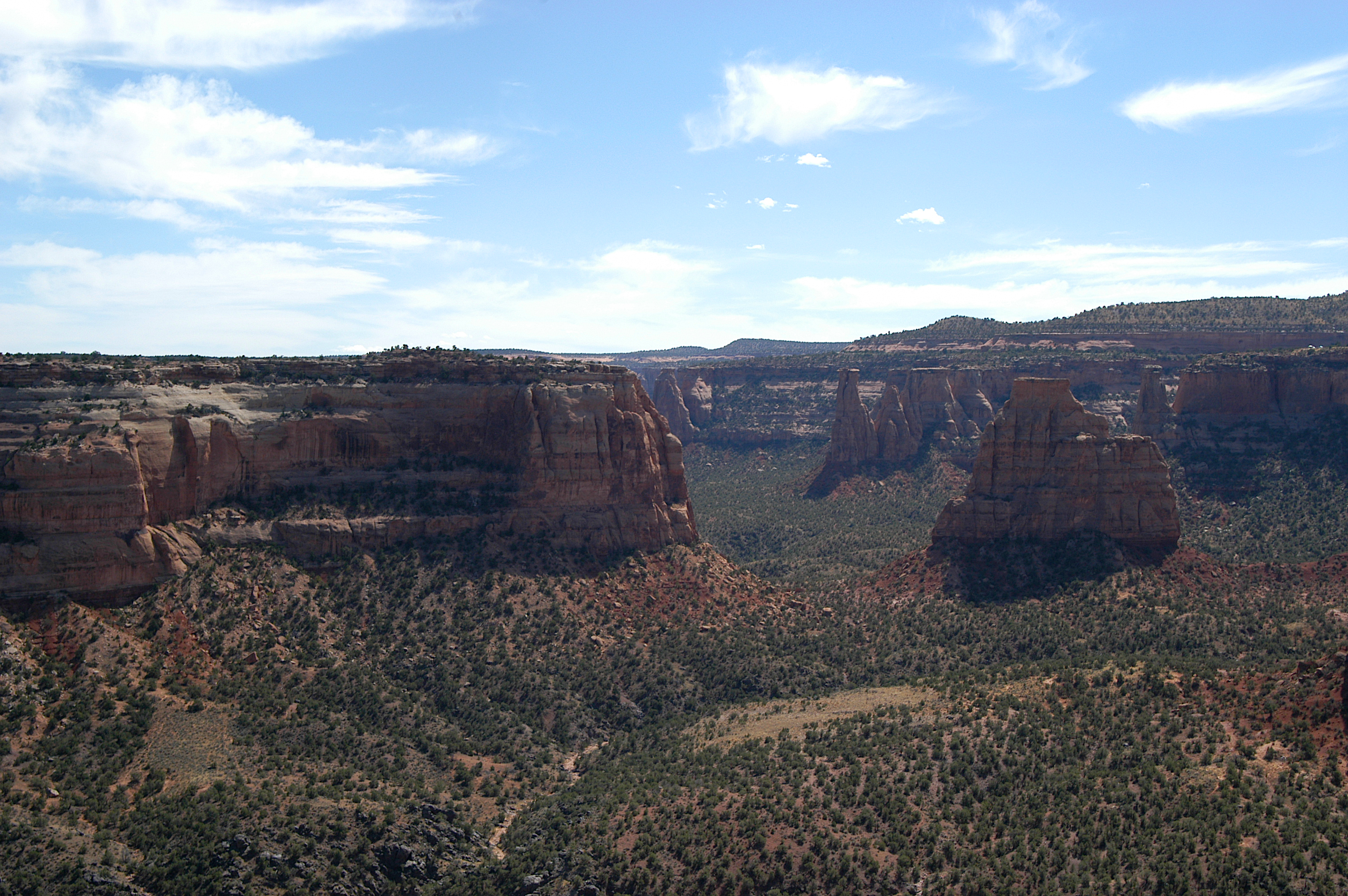
Canyon Monument.

Le parc protège plusieurs gorges, parmi lesquelles, d'ouest en est, le canyon Fruita, le canyon Monument, le canyon Ute, le canyon Red et le canyon No Thoroughfare.

## Climat
Le Colorado National Monument se trouve dans une vaste zone de hautes étendues de l’ouest du Colorado, bien que, selon la classification climatique de Köppen, le  climat soit tempéré semi-aride. Les étés sont chauds et secs tandis que les hivers sont froids avec de la neige.
| Mois                                | jan. | fév. | mars | avril | mai  | juin | jui. | août | sep. | oct. | nov. | déc. | année |
| ----------------------------------- | ---- | ---- | ---- | ----- | ---- | ---- | ---- | ---- | ---- | ---- | ---- | ---- | ----- |
| Température minimale moyenne (°C)   | −5,3 | −2,8 | 1,3  | 4,8   | 10,2 | 15,3 | 18,8 | 17,4 | 12,8 | 6,3  | −0,2 | −4,8 | 6,2   |
| Température maximale moyenne (°C)   | 3,7  | 6,7  | 12,4 | 17,2  | 23,3 | 29,9 | 33,5 | 31,7 | 26,6 | 18,6 | 9,8  | 3,7  | 18,1  |
| Précipitations (mm)                 | 19   | 18   | 26   | 27    | 27   | 19   | 21   | 27   | 31   | 33   | 25   | 20   | 292   |
| dont neige (cm)                     | 15   | 12   | 8,4  | 2,8   | 0    | 0    | 0    | 0    | 0    | 1,3  | 6,4  | 17   | 62,9  |
| Nombre de jours avec précipitations | 5,3  | 5,3  | 6,4  | 5,7   | 5,8  | 4,1  | 6,1  | 7    | 6,3  | 6,2  | 5,6  | 5,7  | 69,7  |
| Nombre de jours avec neige          | 3,9  | 2,9  | 2,3  | 0,6   | 0    | 0    | 0    | 0    | 0    | 0,4  | 1,8  | 4,2  | 16,1  |

## Faune
Le parc abrite une grande variété d'animaux sauvages, notamment des faucons à queue rousse, des aigles royaux, des corbeaux, des geais, des mouflons du désert et des coyotes.

## Sentiers
Le Colorado National Monument contient de nombreux sentiers de randonnée, avec des longueurs et des difficultés pour tous les goûts. Les tempêtes estivales peuvent provoquer des crues éclair et dangereuses. Les crotales se trouvent au sein du monument, et le terrain est souvent accidenté, mais la plupart des sentiers sont bien entretenus. Le ski de fond en hiver est parfois possible sur des pistes telles que le sentier du Liberty Cap.
Serpents Trail, peut-être le plus populaire, suit le parcours de la route d'origine jusqu'au sommet du monument. Ce sentier est accessible depuis des aires de stationnement situées aux deux extrémités, près de Rim Rock Drive. Serpents Trail est bien entretenu et offre une vue imprenable sur le monument lui-même et sur la Grand Valley. Un des sentiers les plus courts, également populaire, est Devil's Kitchen. Le début du sentier est situé près de l'entrée est du parc sur Rim Rock Drive. Ce sentier fait environ 1 milles (1,6 km) de long et se termine dans une grotte de grès. Devil's Kitchen est bien adapté aux familles avec des enfants, car la randonnée est courte.

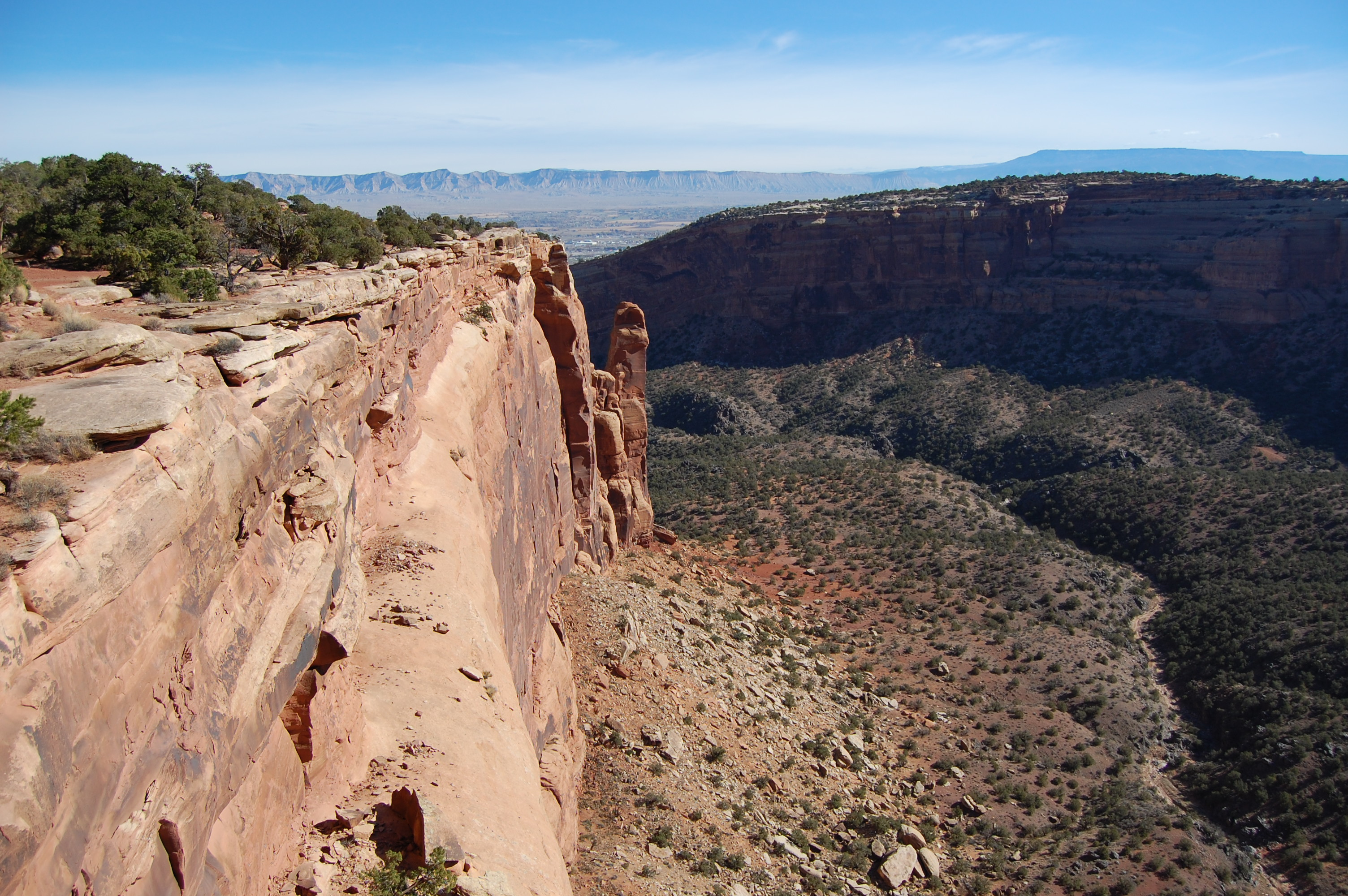
Une vue du canyon Rim Trail au sein du Colorado National Monument.

Le sentier du Liberty Cap part du fond de la vallée et monte jusqu'au bord du Monument. Le Liberty Cap lui-même est une ancienne dune et offre une vue imprenable sur la Grand Valley. Corkscrew Trail, fermé depuis de nombreuses années mais rouvert au milieu de 2006, se détache du Liberty Cap et longe un petit canyon et des falaises invisibles du fond de la vallée. Ce sentier, le seul sentier en boucle sur le monument, a une longueur d'environ 3 milles (4,8 km) et offre une montée moins rigoureuse que Liberty Cap.
Le sentier Monument Canyon, également populaire, suit le canyon Monument sur environ 5 milles (8 km). Ce sentier offre une vue rapprochée d'Independance Monument, l'élément le plus distinct du Colorado National Monument, ainsi que d'une formation appelée Kissing Couple.
Le sentier No Thoroughfare commence au bas du canyon No Thoroughfare, près de l'entrée est. Comme son nom l'indique, il n'y a pas de sentier officiel jusqu'au sommet de ce canyon. Le sentier en impasse pénètre dans le canyon et nécessite des randonnées aller-retour. Certains randonneurs ont trouvé le moyen de traverser le canyon en entier, mais après un certain point, le sentier devient difficile et non balisé. Le canyon No Thoroughfare a de petites cascades lors de l'écoulement printanier, mais est sec pendant la majeure partie de l'année.

## Conservation
Un grand nombre d'installations destinées aux visiteurs du monument ont été conçues par le National Park Service et construites par le Public Works Administration et le Civilian Conservation Corps. Plusieurs de ces zones ont été inscrites au registre national des lieux historiques en raison de leur adhésion au National Park Service rustic. L'ensemble de la Rim Rock Drive est un district historique national, ainsi que Serpents Trail, l'abri de pique-nique Devils Kitchen et trois lieux de la région de Saddlehorn : la maison et le garage du gardien Saddlehorn, le poste de secours de Saddlehorn et le quartier historique de Saddlehorn Utility District (comprend Saddlehorn Comfort Station). Le Colorado National Monument Visitor Center Complex est également inclus à titre d'exemple du programme Mission 66.

## Géologie
Les archives géologiques du parc préservent trois groupes de roches et de sédiments différents. Les roches les plus anciennes sont le gneiss et le schiste du Protérozoïque précoce à moyen. Les roches sédimentaires mésozoïques, y compris le grès de Wingate, formant des falaises.

## Galerie

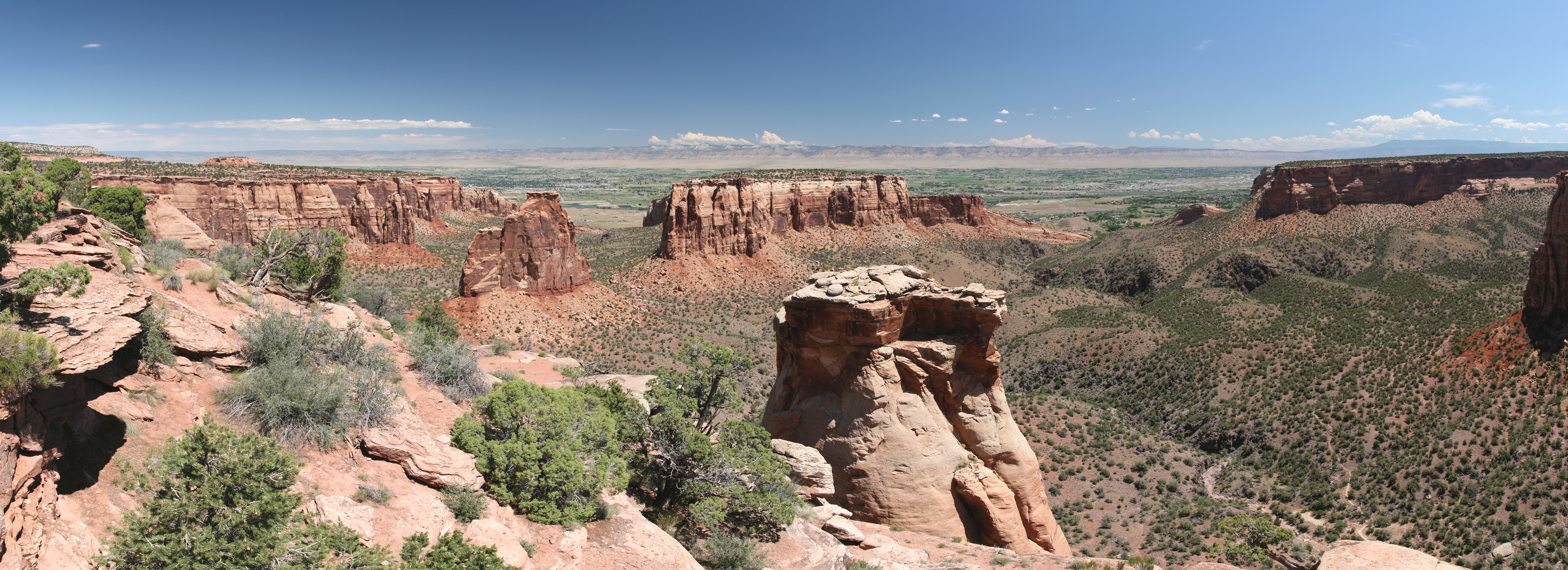
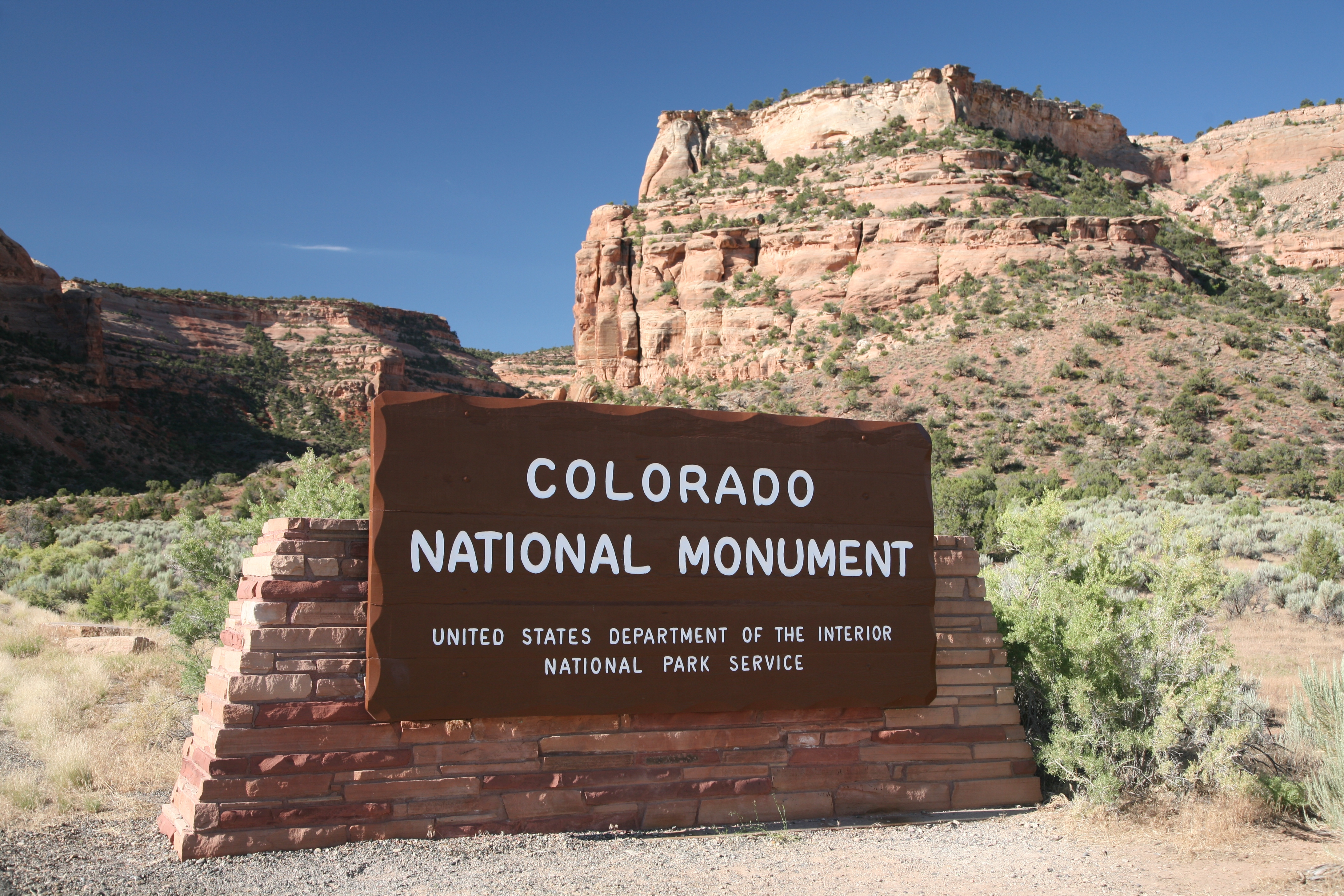
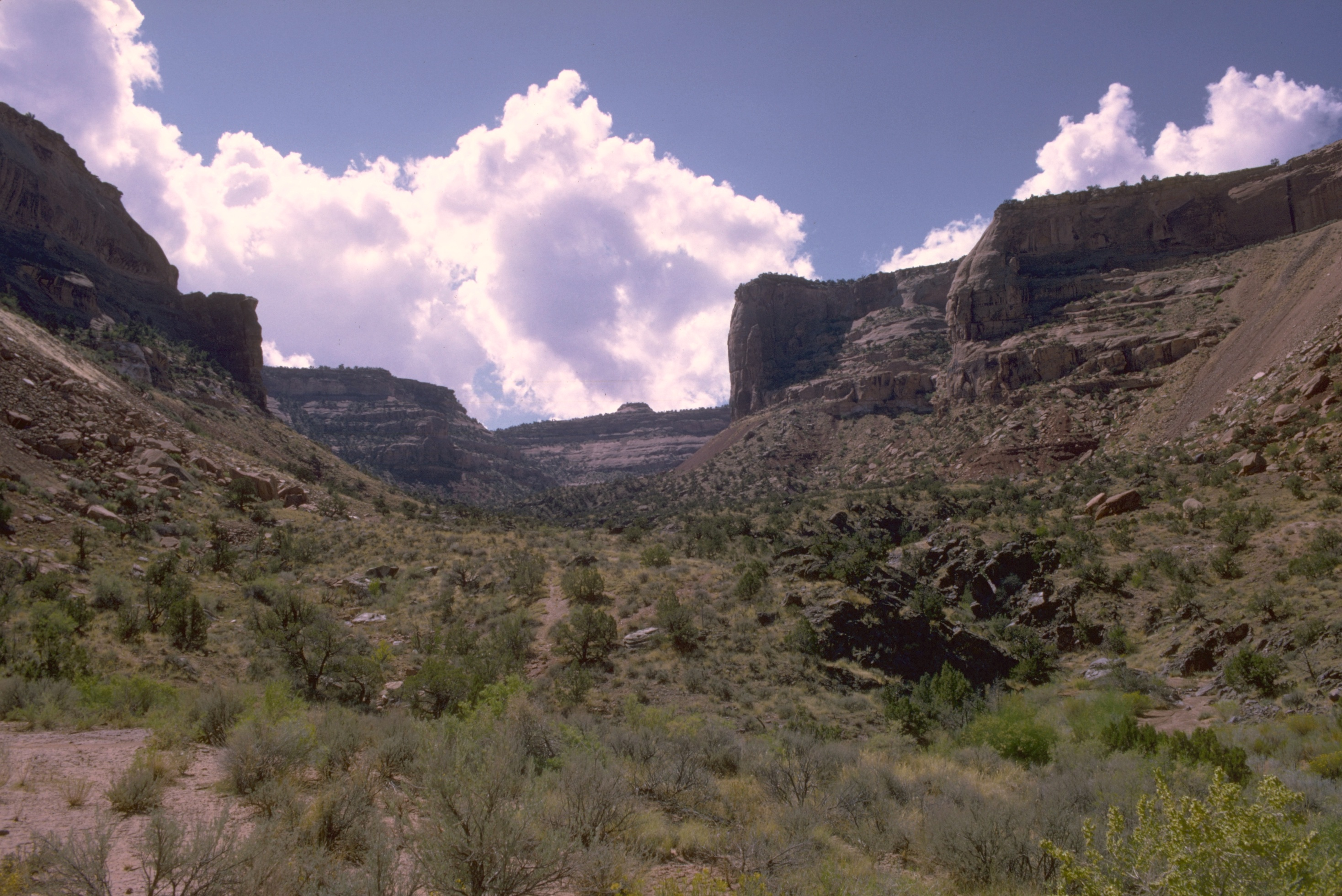
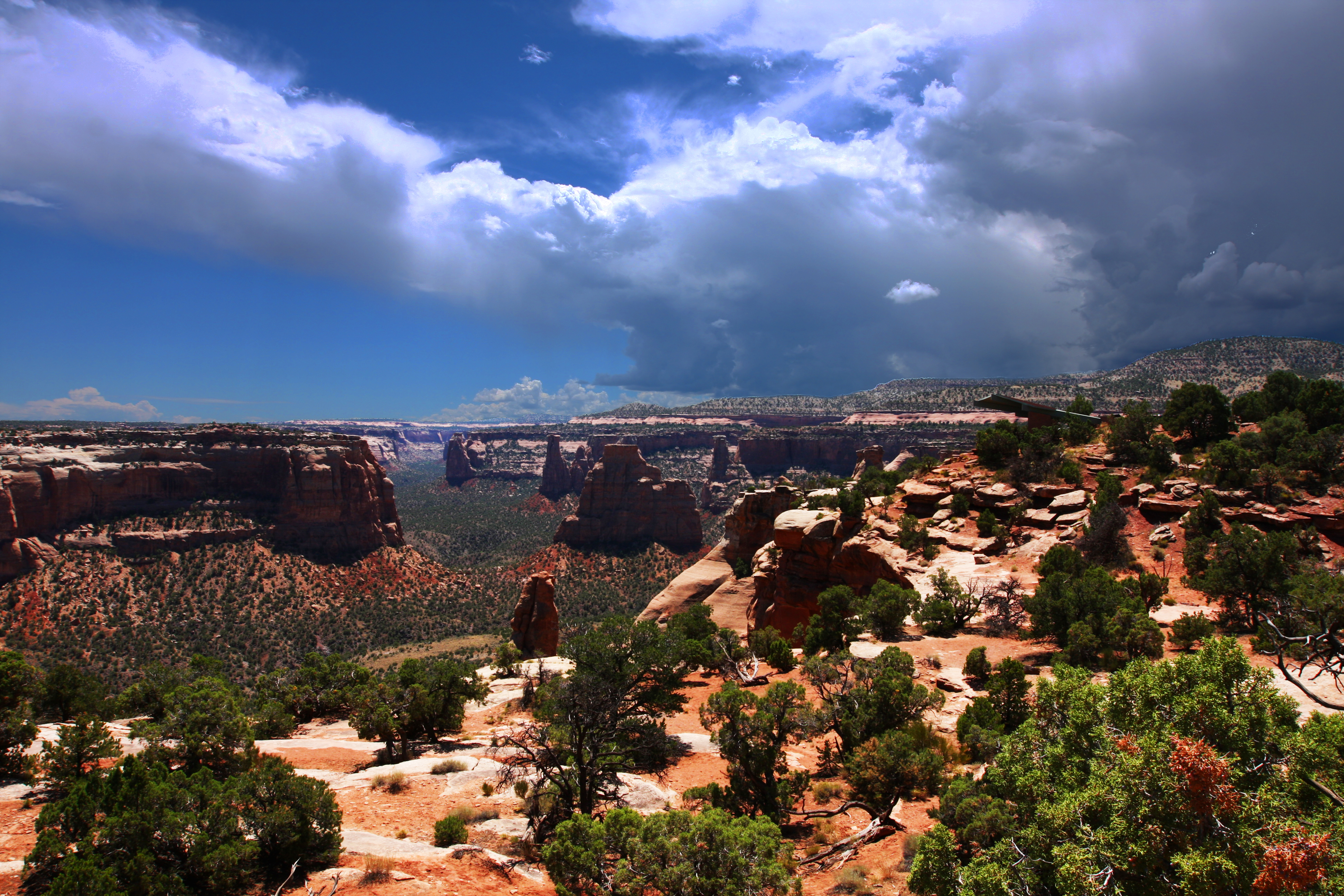
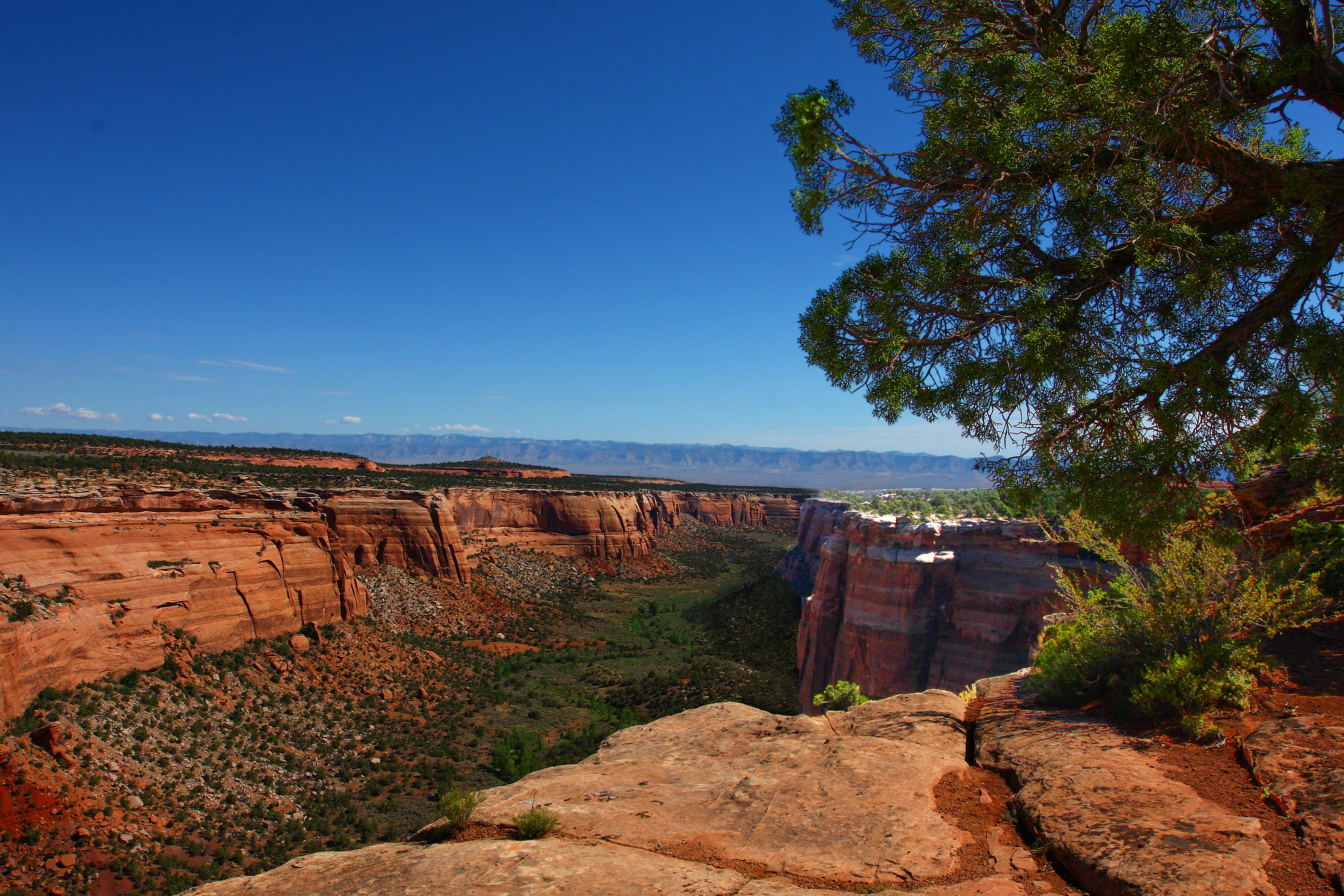
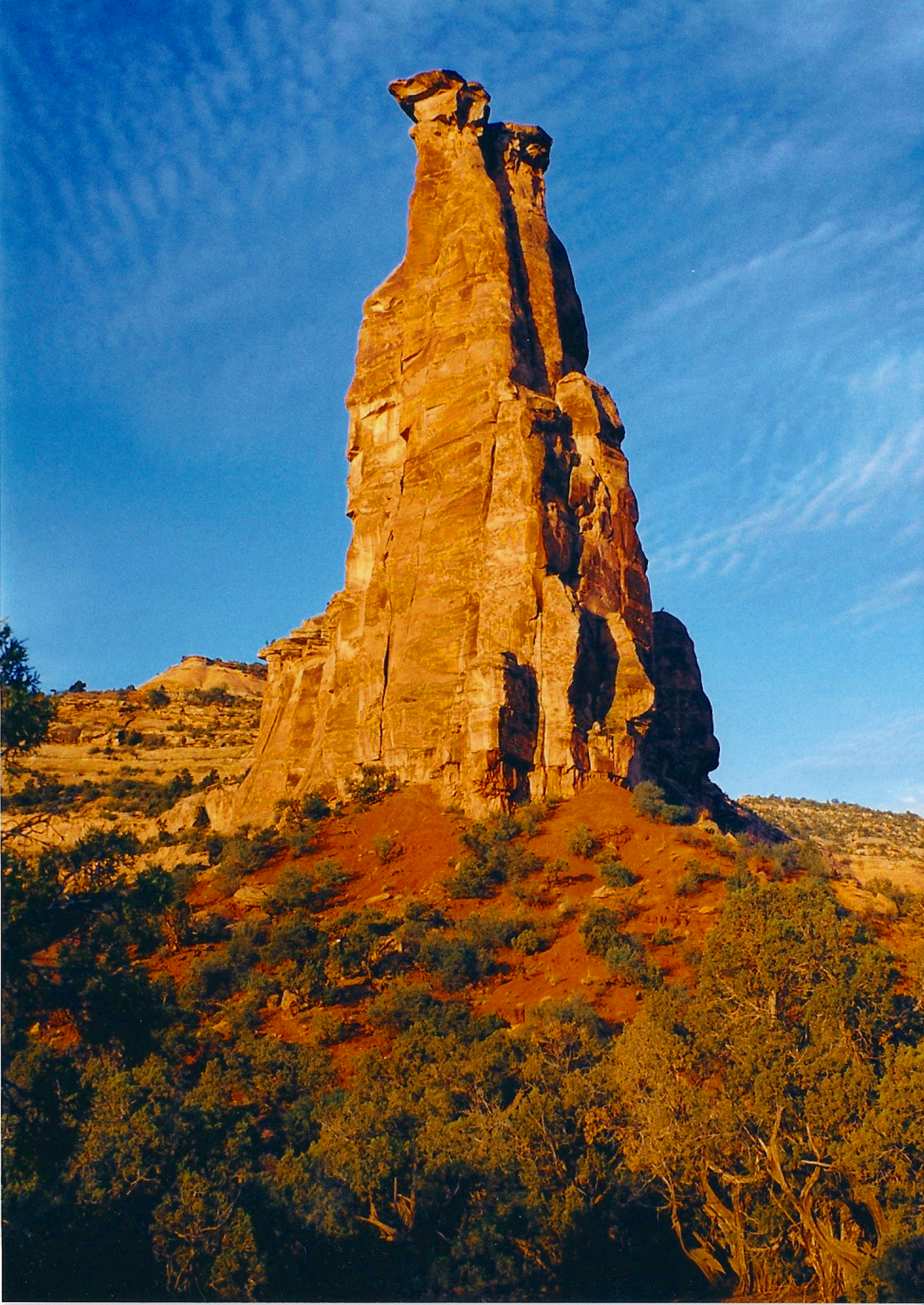
Independence Monument.